# Billy Laughlin
 (octobre 2015).
Si vous disposez d'ouvrages ou d'articles de référence ou si vous connaissez des sites web de qualité traitant du thème abordé ici, merci de compléter l'article en donnant les références utiles à sa vérifiabilité et en les liant à la section « Notes et références ».
Billy Laughlin, né le 5 juillet 1932 à San Gabriel (Californie) et mort le 31 août 1948 à La Puente, est un acteur américain notamment connu pour son interprétation du rôle de Froggy dans Les Petites Canailles.

## Biographie

### Famille
Billy Laughlin est né le 5 juillet 1932 à San Gabriel (Californie). Il est le fils de Robert Vine Laughlin (1901-1972) et de Charlotte C. Cruikshank (1903-1992).

### Carrière
Billy Laughlin s'est fait connaître à l'âge de huit ans dans un court-métrage des Les Petites Canailles, où il joue le rôle de Froggy, l'enfant qui avait une voix de grenouille. Il apparaît ensuite dans plusieurs courts-métrages des Petites Canailles entre 1939 et 1944, comme par exemple dans « Waldo Last Stand ».

### Mort
Billy Laughlin est mort le 31 août 1948 ; alors qu'il distribuait le journal avec le scooter que ses parents lui avaient offert, il a été heurté par une camionnette qui roulait à vive allure. John Wilbrand, son ami âgé de 16 ans, a survécu à l'accident. Billy Laughlin ayant été emmené à l'hôpital, il y meurt le lendemain matin à l'âge de 16 ans. Sa tombe se situe au cimetière Rose Hills Memorial Park en Californie.